# Bodedia refractaria
Bodedia refractaria är en stekelart som beskrevs av André Seyrig 1952. Bodedia refractaria ingår i släktet Bodedia och familjen brokparasitsteklar. Inga underarter finns listade.